# Emilia Pieske

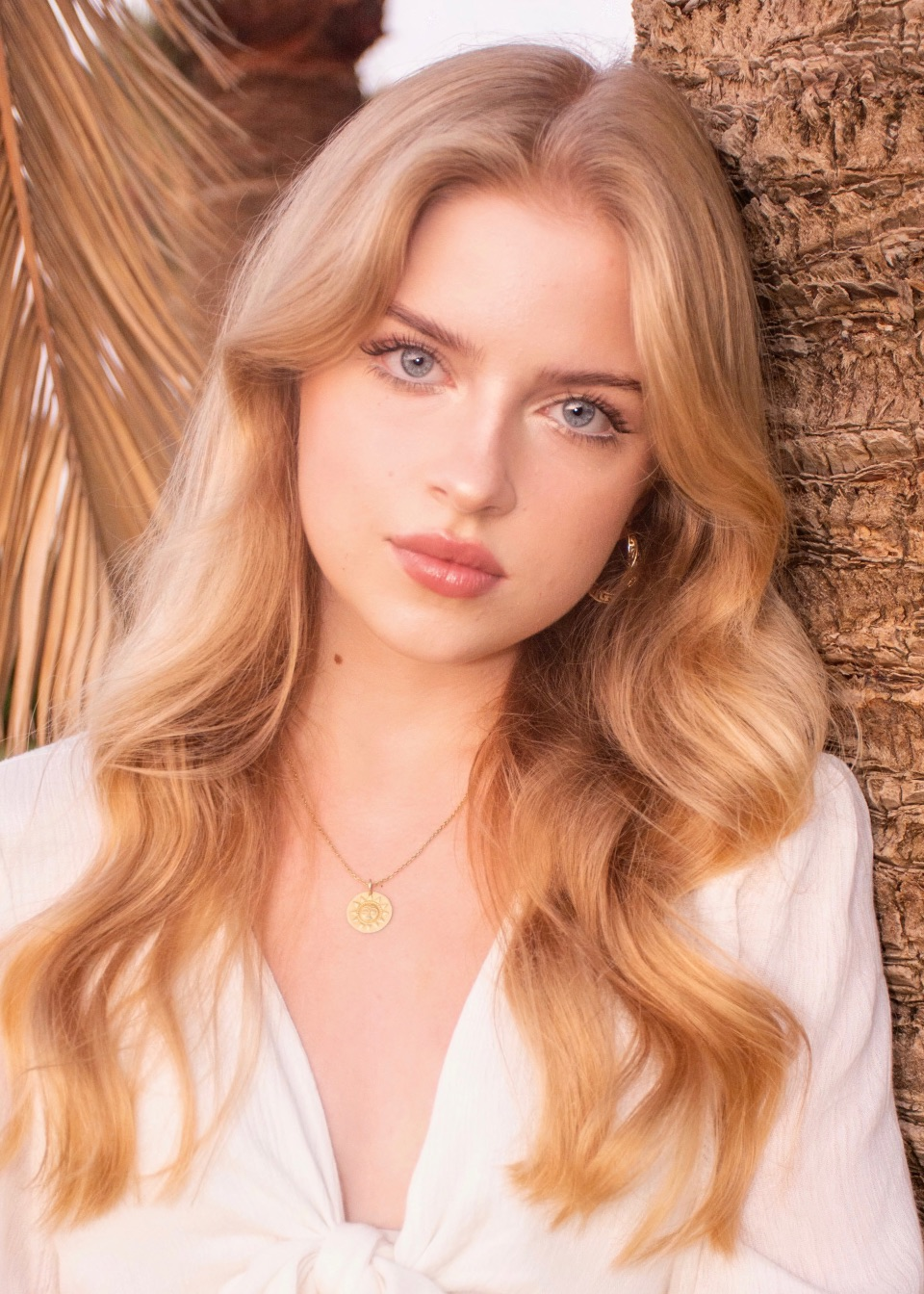
Emilia Pieske (2023)

Emilia Pieske (* 2005) ist eine deutsche Schauspielerin.

## Leben
Pieske spielte 2011 ihre erste Rolle als Emma Gruber in dem ZDF-Film Frühling für Anfänger. In der Tragikomödie Eltern von Regisseur Robert Thalheim wirkte sie 2013 in der Rolle der nervigen Emma an der Seite von Charly Hübner und Christiane Paul mit. 2016 spielte sie die Filmtochter von Julia Jentsch und Bjarne Mädel im Spielfilm 24 Wochen, der beim Deutschen Filmpreis 2017 den Filmpreis in Silber bekam. Ebenfalls 2016 spielte sie in der Tatort-Folge Echolot die kleine Lili, deren Mutter stirbt, aber als künstliche Intelligenz weiter zu ihr spricht.
In der von Shonda Rhimes produzierten Serie Inventing Anna (2022) spielte Pieske in der 8. Episode die junge Hochstaplerin Anna Sorokin. Ihr Filmvater wird von Peter Kurth verkörpert.
Von 2018 bis 2020 war Pieske in der Serie Deutschland in der Rolle der Sandra Fischer zu sehen.
In Die Schule der magischen Tiere 2 ist Pieske als Helene May zu sehen, nachdem sie bereits im ersten Teil diese Figur verkörpert hatte.
In der Fernsehserie Totenfrau, die am 5. Oktober 2022 in Innsbruck Premiere hatte, übernahm Pieske eine der Hauptrollen.
Ihre jüngere Schwester ist die Schauspielerin Helena Pieske, ihre ältere Halbschwester ist die Schauspielerin Elisa Schlott.

## Filmografie (Auswahl)
- 2012: Frühling für Anfänger (Fernsehfilm)
- 2013: Eltern
- 2014: Familie Dr. Kleist – Die Sache mit der Liebe (Fernsehserie)
- 2014: In aller Freundschaft – Scherbengericht (Fernsehserie)
- 2014: Die Seelen im Feuer (Fernsehfilm)
- 2014: Coming In
- 2014: Konrad & Katharina (Fernsehfilm)
- 2015: Inga Lindström – Die Kinder meiner Schwester (Fernsehserie)
- 2015: Elser – Er hätte die Welt verändert
- 2015: Unterm Eis (Fernsehfilm)
- 2015: Spreewaldkrimi – Die Sturmnacht (Fernsehserie)
- 2015: Engel unter Wasser – Ein Nordseekrimi (Fernsehfilm)
- 2016: In aller Freundschaft – Die jungen Ärzte – Hänsel und Gretel (Fernsehserie)
- 2016: 24 Wochen
- 2016: Stralsund – Schutzlos
- 2016: Tatort – Echolot
- 2017: Katharina Luther
- 2017: Der Kriminalist – Hochrisiko (Fernsehserie)
- 2017: Sommerhäuser (Film)
- 2017: Dr. Klein – Chaos (Fernsehserie)
- 2017: Millennials
- 2018: Deutschland 86
- 2019: Wenn’s um Liebe geht (Fernsehfilm)
- 2015–2019: Capelli Code (Fernsehserie)
- 2020: Tatort – Die Zeit ist gekommen
- 2020: Deutschland 89
- 2021: Die Schule der magischen Tiere
- 2021: Legal Affairs (Fernsehserie)
- 2022: Inventing Anna (US-Netflix-Serie)
- 2022: Die Schule der magischen Tiere 2
- 2022–2025: Totenfrau (Fernsehserie)
- 2024: Die Schule der magischen Tiere 3